# 贝坎特站
贝坎特站（Beekkant）是比利時布鲁塞尔地铁1、2、5、6号线的同月台平行轉乘车站，位於布鲁塞尔首都大区圣扬斯-莫伦贝克。

## 名称
该站得名于所在的贝坎特（荷蘭語：Beekkant）地区，荷兰语意为“溪畔”，得名于附近一条名为马尔河（Maalbeek）的小溪。